# Pomník maršála Radeckého v Praze
Pomník maršála Radeckého na Malostranském náměstí v Praze 1 byl odhalen 13. listopadu 1858 jako vůbec první pomník tohoto českého vojevůdce. Na svém místě stál necelých 63 let do května 1919, kdy byl rozebrán a uložen do Lapidária Národního muzea. V roce 1921 byl odstraněn i kamenný podstavec. Po roce 2000 probíhá veřejná diskuse o přehodnocení historického obrazu Josefa Václava Radeckého z Radče a obnovení jeho pražského pomníku.

## Historie

### Zbudování
Zbudování pomníku maršála Radeckého v Praze bylo iniciováno krátce po bitvě u Novary roku 1849, kdy Radecký porazil početně silnější sardinské vojsko, což vedlo k vítězství Rakouska ve válce a abdikaci sardinského krále Karla Alberta.
Návrh pomníku byl nejprve naskicován na zeď Akademie malířem prof. Christianem Rubenem roku 1851. Sochařskou podobu mu vtiskli sochaři bratři Emanuel Max (socha maršála) a Josef Max (sochy vojáků). Autorem architektonického řešení, tedy podstavce včetně urbanistického začlenění pomníku do náměstí, byl architekt Bernhard Grueber. Pomník odlili z kovu ukořistěných děl sardinské armády Jakob Daniel Burgschmiet a Christoph Lenz v Norimberku. Stavebníkem pomníku byla Krasoumná jednota, která byla součástí Společnosti vlasteneckých přátel umění, předchůdce Národní galerie.
I když se přípravy pomníku rozběhly ještě za Radeckého života, odhalení se už maršál nedočkal, zemřel v lednu 1858. Pomník byl odhalen 13. listopadu 1858 za účasti císaře Františka Josefa I. a jeho choti Alžběty.
Pomník stál v letech 1858–1919 na dolním Malostranském náměstí v Praze v místech dnešního tramvajového ostrůvku proti tehdejší kavárně Caffé Radetzky (Grömlingovský palác); po zboření brány v Karmelitské ulici a zavedení koněspřežné dráhy (1900) se musel asi o pět metrů přesunout.

### Podoba
Pomník byl tvořen kamenným podstavcem z leštěné žuly se čtyřmi bronzovými tabulkami se jmény bitev (Verona, Vicenza, Custozza, Novara) a bronzové sochařské části o výšce 676 centimetrů a hmotnosti přes 10 tun.
Maršál Radecký je představován jako prostovlasý vojevůdce, rozkročený jako vítěz na kruhovém vypuklém štítu, s maršálskou holí v pravici a s vítězným praporem z válek o Lombardii. Kruhový štít po způsobu vojáků antického Říma nese osm představitelů vojsk a národů rakouské monarchie: pěšák, myslivec, dělostřelec (ztotožňovaný s Čechem), dobrovolník z Tyrol, husar, námořník, hulán a jihoslovanský serežan.

### Odstranění
Po vyhlášení Československa byl pomník počátkem listopadu 1918 zakryt plátnem a v květnu 1919 bylo sousoší demontováno (práce započaly 14. května, 16. května byla odmontována vlastní socha Radeckého) a přeneseno do Lapidária Národního muzea v Praze 7 na Pražském výstavišti, kde je vystaveno dodnes společně s modelem ze dřeva a z papírmaše. 
Kamenný podstavec nejprve na místě zůstal a uvažovalo se o jeho využití pro nový pomník (jednou z variant byla socha Milana Rastislava Štefánika), nakonec však byl odstraněn, a to v roce 1921.
Odpůrci pomníku udávají jako důvod odstranění pomníku intervenci italského velvyslanectví v Praze, sídlícího v nedalekém Thunovském (Kolovratském) paláci v Nerudově ulici (to ovšem až od roku 1924, předtím sídlilo v zámku v Dolních Břežanech), které údajně protestovalo proti Radeckému jako nepříteli sjednocení Itálie. Zastánci obnovení pomníku však tvrdí, že šlo o účelově vymyšlenou legendu, kterou italské velvyslanectví v dobovém českém tisku popřelo.

## Snahy o obnovu

### Protektorátní období
Zhruba od roku 1940 působila v protektorátní Praze nová německá plánovací komise, jejímž cílem mělo být „očištění“ údajné původní „německé metropole“. Prostředkem mělo být především postupné vytlačování českých (a dalších neněmeckých) obyvatel a jejich nahrazování německým obyvatelstvem, výstavba na volných plochách, rozsáhlé asanace a přestavby města v monumentálním duchu včetně výstavby Nuselského mostu či přemostění nádraží Praha-střed a v neposlední řadě také odstranění symbolů českého národa a československé státnosti. Souběžně mělo naopak dojít k obnově některých prvků považovaných za symboly německé identity města, jako byl právě pomník maršála Radeckého či Mariánský sloup na Staroměstském náměstí. Vzhledem k prohlubujícím se problémům na frontě byly tyto plány postupně odsouvány do doby po očekávaném vítězství ve válce a k obnovení pomníku již nedošlo.

### Snahy o znovupostavení po roce 2000
Od přelomu tisíciletí se objevují úvahy o navrácení pomníku maršála Radeckého na Malostranské náměstí. V Lapidáriu Národního muzea na Výstavišti Praha se u Radeckého pomníku od roku 2005 pořádá každoročně ve výroční den odhalení Radeckého pomníku dne 13. listopadu pietní slavnost, která od roku 2009 začala probíhat ve spolupráci s Rakouským kulturním fórem jako společná česko-rakouská slavnost. Od roku 2012 jejím pořadatelem je Spolek Radecký Praha. Shromáždění na podporu obnovy pomníku maršála Radeckého na Malostranském náměstí pořádá asi od roku 2010 každoročně politická strana Koruna Česká.
V roce 2008 se v rámci předpokládané rekonstrukce Malostranského náměstí uvažovalo o zhotovení kopie pomníku a jeho umístění v blízkosti původního místa. V roce 2014 vyhlásil pražský magistrát mezinárodní architektonicko-urbanistickou soutěž o revitalizaci Malostranského náměstí. V soutěži zvítězili architekti Martin Hájek, Václav Hájek a Petr Horský s návrhem, jehož součástí byl obnovený pomník maršála Radeckého na původním místě. Při projednávání vítězného návrhu na pražském magistrátu v roce 2017 ale úředníci hlavního města rozhodli vypustit pomník z projektové dokumentace (návrh však stále počítá s vyhrazením místa pro případné budoucí obnovení pomníku).

### Spolek Radecký Praha
V roce 2011 vzniklo občanské sdružení „Radecký 1766–2016“, později přejmenované na „Spolek Radecký Praha“, jehož cílem je obnova pomníku. Jeho předsedou a zakladatelem je architekt Jan Bárta. Spolku se podařilo pro svůj záměr získat podporu mnoha významných osobností kulturní, církevní i akademické oblasti, mezi jeho patrony se zařadili např. arcibiskup pražský Dominik Duka, malíř Adolf Born, historik Jiří Rak, předsedkyně Klubu Za starou Prahu Kateřina Bečková nebo ředitel Národního technického muzea v Praze Karel Ksandr. Předseda spolku Jan Bárta zdůvodnil úsilí o obnovu pomníku slovy: „Některé slavné osobnosti ze zemí Koruny české se nacionalistům podařilo v učebnicích dějepisu zdeformovat, respektive zatajit skutečnou podobu doby, v níž žili a pracovali. Vznikl tak neblahý český mýtus, který je dodnes hlavní ideologickou silou, jež brání objektivnímu pohledu na naše vlastní dějiny.“
Spolek v roce 2012 zpracoval ideovou studii zkoumající možnosti návratu pomníku na Malostranské náměstí. V roce 2016, k 250. výročí narození maršála Radeckého, vydal spolek jubilejní sborník Maršál Radecký: od vojevůdce k pomníku. V listopadu toho roku také zorganizoval spolek velké oslavy v Sedlčanech (Radeckého rodišti) a v Praze.Při té příležitosti byla vydána zvláštní sběratelská pohlednice České pošty která byla ve dnech slavnosti razítkována na poště v Sedlčanech příležitostným razítkem s tématem 250. výročí narození polního maršála Radeckého. Na podzim 2017 pak začal připravovat uspořádání veřejné sbírky na obnovení pomníku.
V rámci sporu o obnovu pomníku byla také zviditelněna snaha o obnovu Pomníku Ernesta Denise.
V červenci 2020 rada městské části Praha 1 přijala usnesení, v němž záměr o obnovení pomníku podpořila. Se základy pomníku se počítá v plánech na rekonstrukci náměstí. Rozhodnutí o konkrétním umístění sochy a o stavebním povolení však přísluší magistrátu. Nová socha by byla vytvořena odlitím podle originálu, který je umístěn v lapidáriu Národního muzea. Finanční účast městské části má být podle sdělení Jana Bárty z poloviny července 2020 projednávána v následujících týdnech. Mezi podporovatele obnovy pomníku patří i náměstek primátora, architekt Petr Hlaváček.